# وجده (فیلم ۲۰۱۲)
وجده (عربی : وجدة) یک فیلم عربستانی در ژانر درام به کارگردانی حیفا المنصور است که در سال ۲۰۱۲ منتشر شد.